# Mariakapel (Termaar)

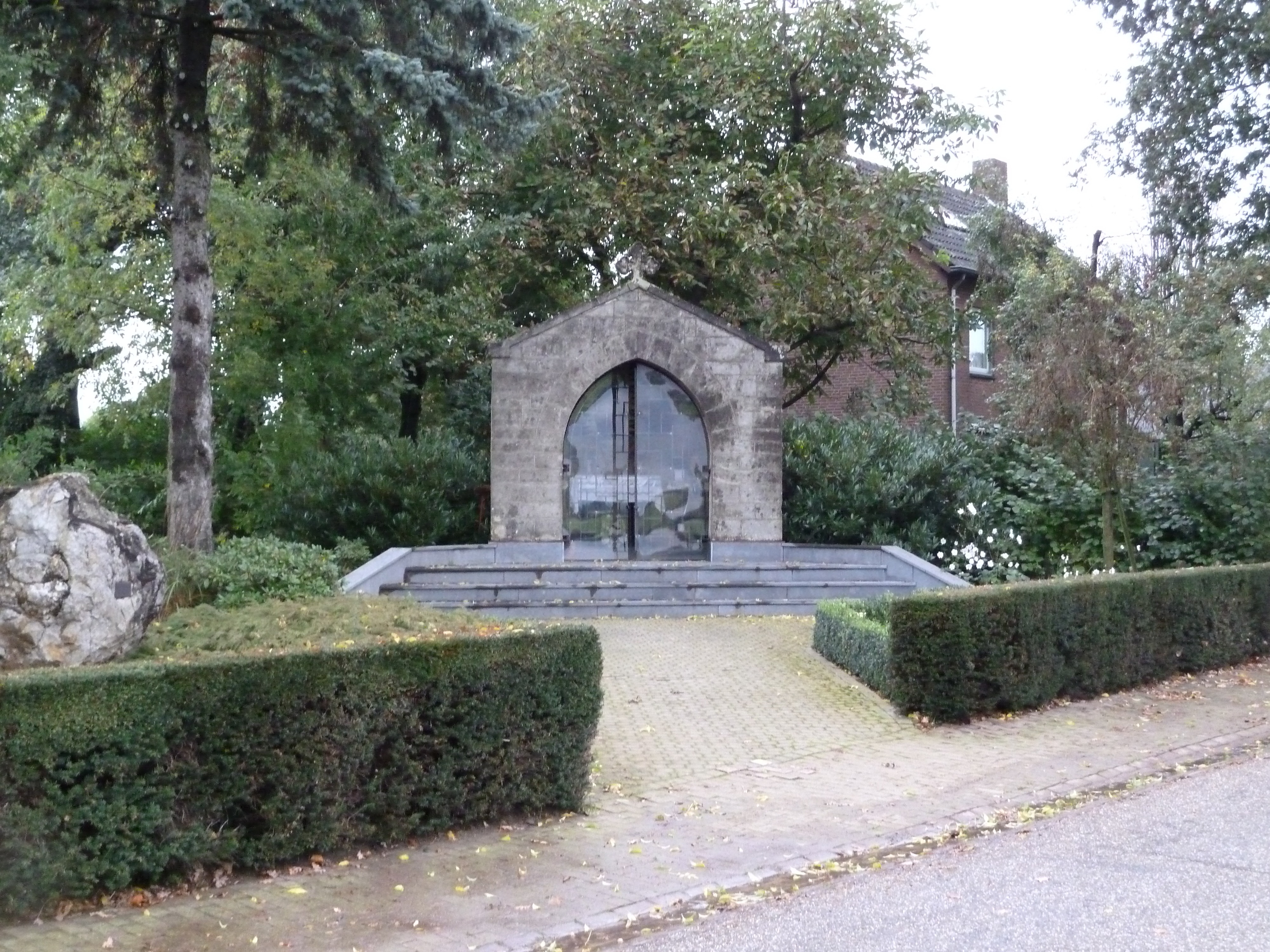
Mariakapel van Termaar

De Mariakapel is een kapel in Termaar in de Nederlands Zuid-Limburgse gemeente Eijsden-Margraten. De kapel ligt aan een vijver en staat aan de splitsing van de weg Termaar met de In gen Bauwerkoel.
De kapel is gewijd aan Maria, Sterre der Zee.

## Geschiedenis
In 1962 werd de kapel gebouwd. Het kalksteen werd door lokale bewoners in de Sibbergroeve aan de Sibbergrubbe gewonnen. Op 15 augustus 1962 werd de kapel door de pastoor ingezegend.
In 1964 kwam men op het idee om een mei-den tegenover de kapel te plaatsen, geïnspireerd naar het voorbeeld in Noorbeek. Enkele jaren achtereen plaatste men vervolgens de mei-den weer opnieuw, totdat men het gebruik verplaatste naar de Sprinkstraat in Margraten.
In 1979 werd het oorspronkelijke beeld uit de kapel gestolen en vernield in struiken teruggevonden. Het beeld werd nadien nauwgezet gerestaureerd en teruggeplaatst in de kapel.

## Bouwwerk

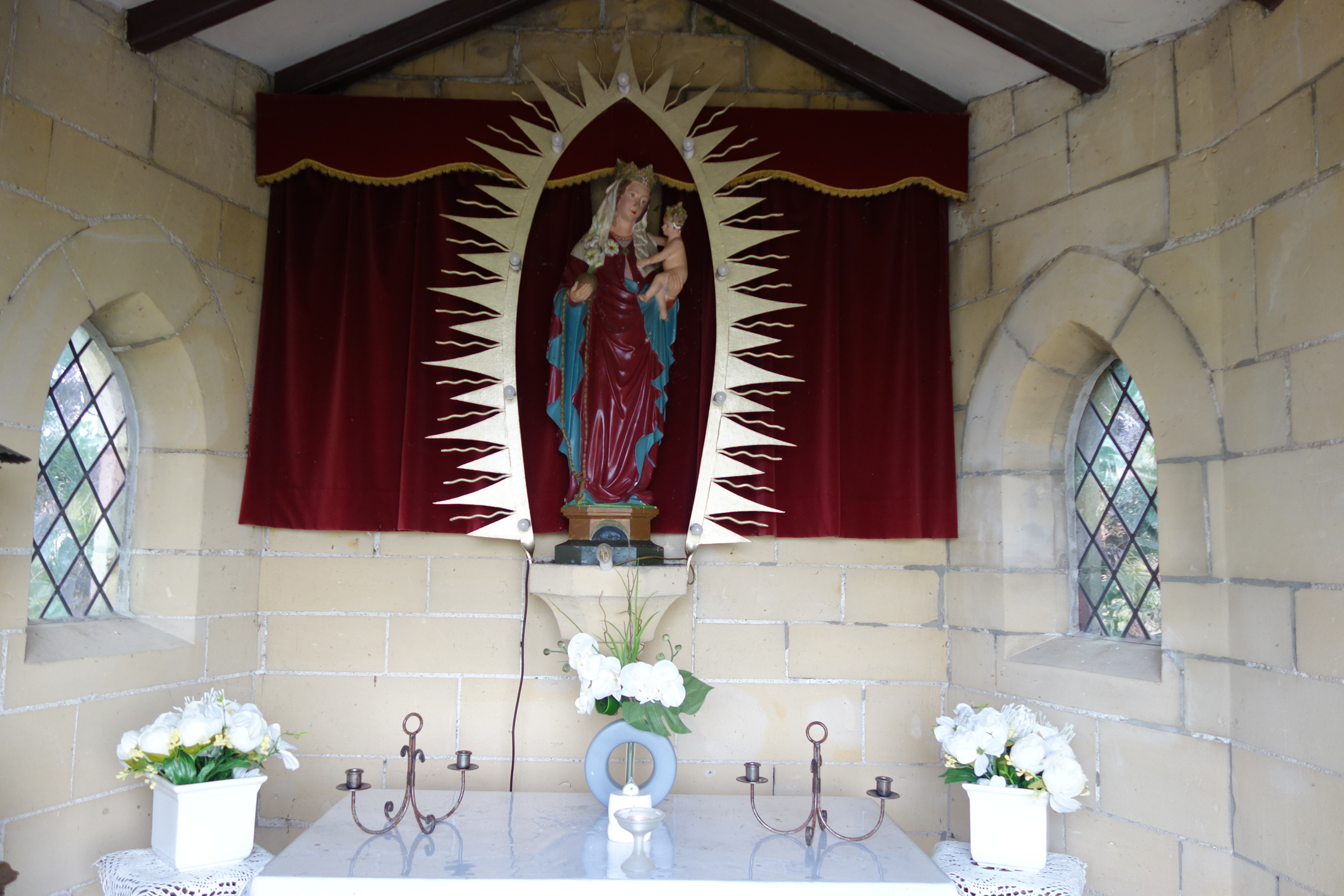
Interieur van de Mariakapel

De kapel wordt door een groenvoorziening met allerlei planten en struiken omgeven en staat op een lage verhoging die bereikt wordt via een pad en drie brede toegangstreden. Het bouwwerk is opgetrokken in gezaagd mergelsteen (Gulper krijt) en wordt gedekt door een flauw hellend zadeldak met leien. In de wanden linksachter en rechtsachter is een spitsboogvenster aangebracht voorzien van glas-in-lood. De frontgevel is een topgevel bekroond met een mergelstenen kruis dat voorzien is van klaverbladvormige uiteinden. In de frontgevel bevindt zich de spitsboogvormige toegang die afgesloten worden met een ijzeren hek en plexiglas.
Van binnen zijn de wanden van mergelsteen met erboven de houten dakconstructie. De vloer is geplaveid en tegen de achterwand is het altaar geplaatst. Boven het altaar is op een console het rijk gepolychromeerde Mariabeeld geplaatst met kindje Jezus op de linkerarm en een wereldbol waaruit enkele lelies groeien in de rechterhand. Rond het beeld is een spitsboogvormige stralenkrans met lampen aangebracht. Achter het beeld en de stralenkrans is voor de achterwand een bordeauxrood fluwelen gordijn opgehangen.